# Vladimir Vasjutin
Vladimir Vladimirovič Vasjutin (in russo Влaдимиp Bлaдимиpoвич Васютин?, in ucraino Володимир Володимирович Васютін?, Volodymyr Volodymyrovyč Vasjutin; Charkiv, 8 marzo 1952 – 19 luglio 2002) è stato un cosmonauta sovietico.
Fu comandante di una missione sulla stazione spaziale Saljut 7 che raggiunse con la Sojuz T-14. Rimase nello spazio per 64 giorni, 21 ore e 52 minuti. Durante la missione ebbe dei problemi psicologici e fisici. Sembra infatti che soffrì di un'infezione al tratto urinario e di un esaurimento nervoso. Questi problemi costrinsero ad anticipare la fine del volo e a far ritorno sulla terra senza aver compiuto tutte le attività di esperimenti militari previste. Morì nel 2002 di cancro.